# Dörpsee (Schülldorf)
Der Dörpsee ist ein See im Kreis Rendsburg-Eckernförde im deutschen Bundesland Schleswig-Holstein östlich der Ortschaft Schacht-Audorf beziehungsweise Schülldorf, direkt am Autobahnkreuz Rendsburg an der Bundesautobahn 7 und der Bundesautobahn 210.
Am See gibt es eine Badestelle mit Liegewiese, einige Stege, Sprungbretter und eine Badeinsel.